# Larry Gomes Stadium
Larry Gomes Stadium - stadion zlokalizowany w Malabarze, w Trynidadzie i Tobago. Został nazwany na cześć słynnego karaibskiego krykiecisty Larry'ego Gomesa. Wybudowano go z okazji Mistrzostw Świata U-17 w piłce nożnej 2001, które odbywały się właśnie w Trynidadzie i Tobago. Obecnie na Larry Gomes Stadium swoje mecze domowe rozgrywa trynidadzko-tobagijska drużyna futbolowa - Caledonia AIA. Będzie również wykorzystywany podczas Mistrzostw Świata Kobiet U-17 w piłce nożnej 2010.